# Baby V.O.X
Cette page contient des caractères spéciaux ou non latins. S’ils s’affichent mal (▯, ?, etc.), consultez la page d’aide Unicode.
 (février 2020).
Si vous disposez d'ouvrages ou d'articles de référence ou si vous connaissez des sites web de qualité traitant du thème abordé ici, merci de compléter l'article en donnant les références utiles à sa vérifiabilité et en les liant à la section « Notes et références ».
Baby V.O.X (hangeul : 베이비복스 ; acronyme pour Voice of Xpression) est un girl group sud-coréen de K-pop, originaire de Séoul, actif entre 1997 et 2006. Formé par le label DR Music, le groupe est considéré comme l'un des trois plus grands groupes féminins de K-pop dans la fin des années 1990 (avec S.E.S. et Fin.K.L). 
L'histoire du groupe débute en 1997 mais elle est mise en pause pendant quelque temps en 2004 avant de se terminer définitivement en 2006. Malgré quelques problèmes internes au sein du groupe et quelques controverses, Baby V.O.X est un groupe très populaire en Corée du Sud ayant enregistré de nombreux hits.

## Histoire

### Débuts et premier album (1997–1999)
La formation du groupe a lieu en 1997 sous le label discographique DR Music. À ses débuts, le groupe original est formé de Cha Yu Mi, Jung Shi Woon, Jang Hyun Jung, Lee Hee Jin et Kim E-Z. Le groupe décide d'adopter un style inspiré des Spice Girls mais cette image nouvelle et fraîche ainsi que très proche du style girl power n'a pas beaucoup de succès dans une Corée du Sud encore très conservatrice. Après la sortie de Equalizeher en 1997, deux membres du groupe : Jung Shi Woon et Jang Hyun Jung décident de quitter le groupe à cause de conflits entre les membres. En effet, on note qu'au sein même du groupe a lieu une lutte entre les trois membres les plus âgées : Cha Yu Mi, Jung Shi Woon, Jang Hyun Jung et les deux membres les plus jeunes : Lee Hee Jin et Kim E-Z, les deux seules membres à rester dans toutes les modifications du groupe. Lors d'une performance diffusée à la télévision coréenne Cha Yu Mi se blesse et quitte ainsi le groupe. Trois nouvelles membres font leurs apparitions pour remplacer les filles ayant quitté le groupe : Shim Eun Jin, Kan Mi-youn, et Lee Gai.
Par la suite, Baby V.O.X suit un entrainement très strict en chant comme en danse pour préparer son retour. L'agence décide de faire adopter au groupe une image plus mignonne et simple, proche de celles des groupes Fin.K.L et SES, afin de séduire le public coréen. Ainsi, en 1998 sort leur second album dont le premier single est Ya Ya Ya qui marque le premier succès du groupe, se positionnant à la 7e place des classements musicaux coréens. À cette même période, on apprend que Lee Gai a menti sur son âge pour pouvoir faire partie du groupe : elle aurait en effet prétendu avoir 20 ans alors qu'elle en aurait en réalité 30. Ce mensonge entraîne son départ du groupe.

### Premier grand succès et popularité grandissante (1999–2002)
Ainsi, Lee Gai est remplacée en 1999 par Yoon Eun Hye et rapidement, Baby V.O.X annonce la sortie de son 3e album Come Come Come Baby dont le premier single Get up deviendra rapidement très populaire en Corée du Sud en s'imposant au sommet des charts, lui donnant ainsi son premier grand succès musical. Le second single de cet album Killer est lui aussi un véritable succès et sera classé no 1 des ventes dans le pays. Cette réussite permettra même au Baby V.O.X de battre le groupe masculin H.O.T. (extrêmement populaire dans les années 1990 à 2000) aux Seoul Music Awards de 1999 en remportant le Top Excellency Award. Toujours dans cette lancée, le groupe sort le single Missing You qui est reconnu en Corée comme étant l'une des meilleures ballades réalisées.
C'est à partir de 2000 que le groupe commence à beaucoup faire parler de lui. Baby V.O.X va apparaître dans de multiples shows télévisés entre 2000 et 2001 et à la suite du succès de leur 3e album, le groupe commence à faire la promotion de sa musique en Chine, au Japon et dans d'autres pays de l'Asie du Sud-Est. Leur 4e album Why, incluant les singles Why et Betrayal est à nouveau succès et permet au groupe d’accroître sa popularité, déjà bien grandissante au fil que ses singles sortent. Un 5e album sort en 2001 : Boyish Story incluant les singles Doll, Game Over et I Wish You are My Love. Néanmoins, ce 5e album remportera moins de succès que les deux précédents.
Mais cette légère baisse ne décourage pas le groupe qui décide de sortir, à la suite de son grand succès à travers toute l'Asie, un album spécial regroupant toutes les plus grandes chansons de leurs précédents albums. Ce Best Of, sorti en 2002, comporte également deux nouveaux singles : Go et Coincidence. Avec Coincidence, Baby V.O.X parvient à nouveau à se classer no 1 des ventes en Corée pour la première fois depuis leur succès en 1999. Mais la popularité de Coincidence ne s'arrête pas là et la chanson est même choisie pour être l'hymne officiel de la Coupe du monde de football 2002 en Corée du Sud de 2002. Ainsi, durant cette période, Coincidence est interprété par le groupe à travers toute la Corée du Sud et restera populaire durant tout l'été de cette même année. Un grand concert à Séoul est également réalisé et remporte un énorme succès. Cette période marque le plus grand succès de la carrière des Baby V.O.X dont la popularité est alors à son paroxysme.

### Polémiques et échec commercial (2003–2004)

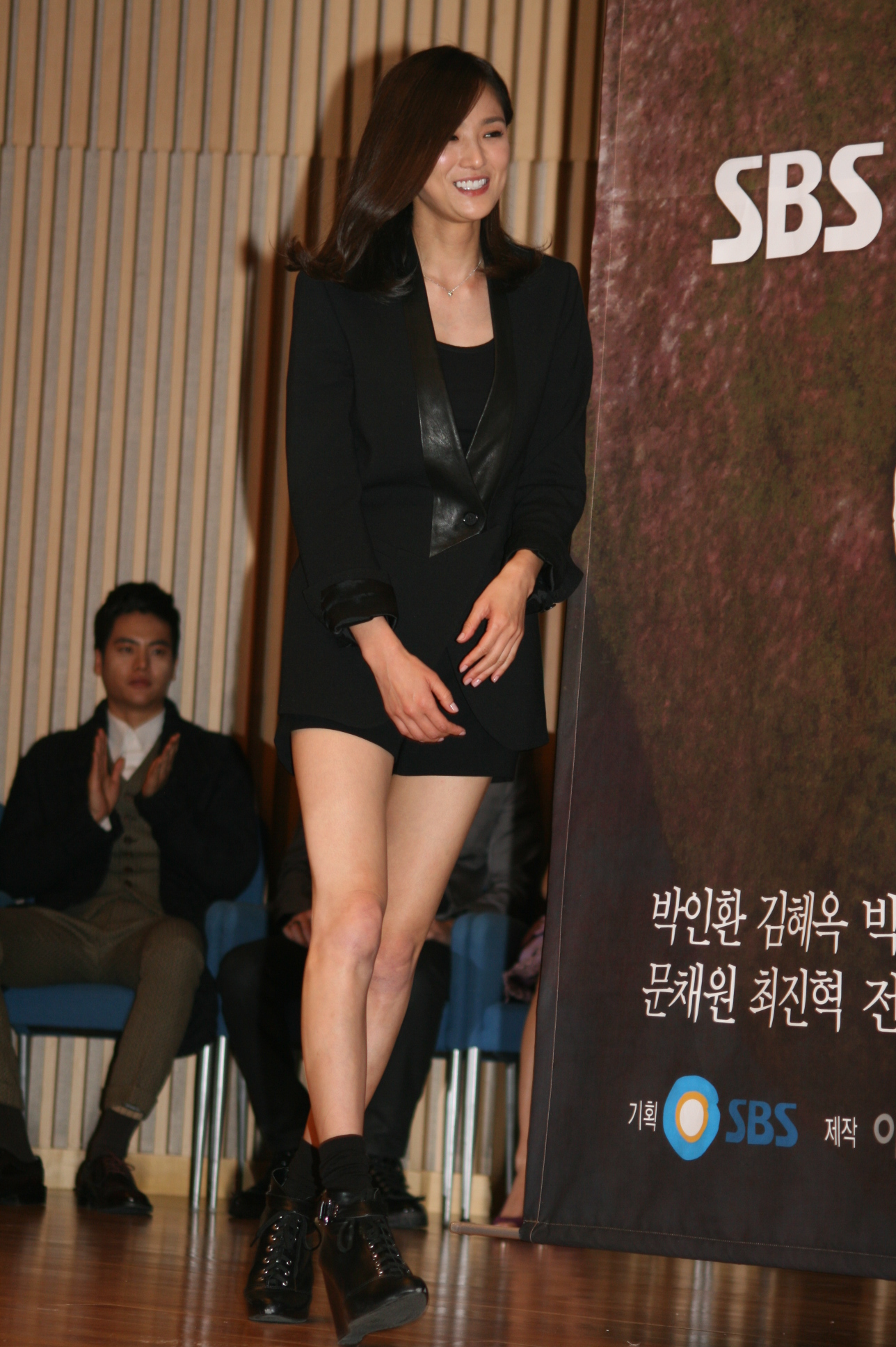
Heejin, du groupe baby V.O.X.

En 2003, le groupe sort son 6e album Devotion. La sortie de cet album marque un tournant pour les Baby V.O.X puisque rares sont les groupes féminins qui parviennent à sortir autant d'albums et connaitre un aussi grand succès aussi longtemps à cette époque. À l'occasion de la sortie de ce nouvel album, le groupe expose une image plus sexy et mature lors d'un photoshoot qui fait grandement polémique en Corée mais qui sera reconnu malgré tout pour son succès par la suite. Devotion est un énorme succès en Chine et en Thaïlande notamment grâce aux singles I'm Still Loving You qui se classe no 1 des charts en Chine, What Sould I Do no 3 des charts et no 4 en Thaïlande. L'album se vendra à plus de 610 000 exemplaires. Pourtant un des singles de l'album, Wish remportera largement moins de succès que les autres. Bien que les ventes de l'album soient satisfaisantes, le public reproche aux membres du groupe leur manque de motivation lors des performances de ce dernier ceci étant apparemment dû au fait que les filles n'aimaient pas le concept de l'album, imposé par leur maison de disques.
En avril 2004, le groupe sort son 7e et dernier album intitulé Ride West. L'album comporte des musiques enregistrées en coréen, en anglais mais aussi en chinois et en japonais. On note la participation en featuring de chanteurs américains tels que Jennifer Lopez et l'ajout d'enregistrement du rappeur américain Tupac Shakur lorsque ce dernier était encore vivant et en prison. C'est à cette même période que Baby V.O.X tente donc de percer sur le marché musical américain. Mais le groupe rencontre de nombreuses difficultés : en effet, une polémique éclate lorsque la mère de Tupac, Afeni Shakur, remet en cause les droits sur les enregistrements de rap de son fils présents dans la chanson Xcstasy et envisage même de poursuivre le groupe en justice. Le clip d'Xcstasy s'inspire des clips de rap ainsi que de hip-hop populaires aux États-Unis avec de grosses voitures et une image extrêmement sexy et provocante. Ce clip est très largement controversé en Corée du Sud pour son côté presque vulgaire et son image en total décalage avec les mœurs plutôt traditionnelles coréennes. Aussi, la polémique concernant le rap de Tupac dans Xcstasy continue de mettre à mal la réputation de Baby V.O.X qui peine alors à se reconstruire et à connaître à nouveau le succès qu'il connaissait auparavant. Ce 7e album sera un échec lamentable pour le groupe qui décidera par la suite de faire une pause dans ses activités fin 2004.

### Séparation (2005–2006)
La mise en pause du groupe s’avérera être le début de la fin pour Baby V.O.X : Shim Eun Jin et Yoon Eun Hye décident de quitter le groupe en 2005 et c'est finalement en 2006 que DR Music annonce la dissolution inévitable du groupe. Toutes les membres quittent l'agence, certaines pour continuer une carrière en solo ou changer de domaine artistique et d'autres désirant tout simplement changer de label.
En 2007, DR Music lance un nouveau groupe sous le nom de Baby V.O.X Re. V qui serait en réalité la reformation du groupe Baby V.O.X mais avec de nouvelles membres. 

## Membres

### Derniers membres
- Kim E-Z (Kim Eiji) : Kim E-Z a été la leader mais aussi la danseuse et la rappeuse principale du groupe depuis ses débuts en 1997 jusqu'à sa dissolution en 2006. Elle est née à Incheon, en Corée du Sud, et a étudié la danse à la Yewon Art Middle School, à la Seoul Art High School et à l'Université Kyung Hee. Après la séparation de Baby V.O.X, Kim a choisi de poursuivre sa carrière en tant qu'actrice et présentatrice de télévision.
- Sim Eun Jin : Sim Eun Jin était la chanteuse principale ainsi que l'une des danseuses principales du groupe de 1998 à 2005. Elle est née à Séoul, en Corée du Sud. Elle se fait particulièrement remarquée au sein du groupe pour son apparence de « garçon manqué ». Elle a étudié à la Shinrim Girls' High School, Youngrak Commercial Girls' High School et à l'université de Kyonggi. Après la séparation de Baby V.O.X, Sim Eun Jin a fait de nombreuses apparitions dans diverses émissions télévisées et se concentre désormais sur sa carrière d'actrice.
- Lee Hee-jin : Lee Hee Jin était la seconde chanteuse principale du groupe de 1997 à 2006. Elle est née à Séoul et a étudié à la Shinkyung Girls' Commercial High School et l'Institut de médias et des arts de Dong-Ah. À la suite de la séparation du groupe, Lee Hee Jin est tombée en dépression. Mais elle a également commencé une carrière dans le domaine de la mode et est devenue actrice.
- Kan Mi-youn était une chanteuse secondaire du groupe de 1997 à 2006. Elle est née à Séoul et a étudié à la Sungdeok Commercial Girls' High School et à l'Université de Kyunggi. Après la séparation du groupe, elle est devenue présentatrice d'émissions télévisées et vit aujourd'hui en Chine dans le but de poursuivre une carrière de chanteuse solo.
- Yoon Eun-hye était une chanteuse secondaire du groupe de 1997 à 2005. Avant de faire partie de Baby V.O.X, elle était mannequin. Après avoir quitté le groupe en 2005, elle débute en tant que productrice mais également en tant qu'actrice.

### Anciennes membres
- Cha Yu Mi : Cha Yu Mi était la chanteuse principale du groupe en 1997. Elle quitte le groupe en 1998 après s'être blessée à la cheville lors d'une performance télévisée.
- Jang Hyun Jung : Jang Hyun Jung était une chanteuse secondaire du groupe en 1997. Elle quitte le groupe en 1998 à la suite de conflits avec le groupe et le label.
- Jung Shi Woon : Jung Shi Woon était une rappeuse et chanteuse du groupe en 1997. Elle quitte elle aussi le groupe en 1998 pour les mêmes raisons que Jang Hyung Jung. Elle apparait dans l'album Equalize her.
- Lee Gai : Lee Gai était une chanteuse du groupe en 1997. En 1998, elle est renvoyée du groupe après que le label ait découvert qu'elle avait menti sur son âge pour pouvoir faire carrière au sein de Baby V.O.X.

## Discographie

### Albums studio
- 1997 : Equalizeher (남자에게) (5 juillet)
- 1998 : Ya Ya Ya (야.야.야) (23 avril)
- 1999 : Come Come Come Baby (10 juillet)
- 2000 : Why (9 mai)
- 2001 : Boyish Story (5 juin)
- 2003 :  Devotion (3 avril)
- 2003 : Go (12 mars ; sortie au Japon)
- 2004 : Ride West (16 avril)

### Compilations
- 2002 : Special Album (24 avril)
- 2007 : 'Best Album (janvier)